# Delias splendida
Delias splendida är en fjärilsart som beskrevs av Rothschild 1894. Delias splendida ingår i släktet Delias och familjen vitfjärilar. Inga underarter finns listade i Catalogue of Life.